# Gestreepte canastero
De gestreepte canastero (Thripophaga macroura) is een zangvogel uit de familie Furnariidae (ovenvogels). De vogel werd in 1821 door
Maximilian zu Wied-Neuwied geldig beschreven als Anabates macrourus met de opmerking dat het museumexemplaar in Berlijn als Sylvia striolata in de collectie was opgenomen. Het is een kwetsbare vogelsoort uit Brazilië.

## Kenmerken
De vogel is 18 cm lang. Deze ovenvogel is roodbruin van boven, met kastanjebruine vleugels en een kaneelkleurige staart. De kruin en de mantel zijn lichtbruin gestreept. De vogel heeft een onduidelijke, roomwitte wenkbrauwstreep. De borst en buik zijn licht kaneelbruin met roomwitte, verticale streepjes. De vogel kan verward worden met de wenkbrauwboomjager, maar de gestreepte canastero is kleiner, heeft een fijnere snavel en fijnere streping en een minder duidelijke wenkbrauwstreep.

## Verspreiding en leefgebied
Deze soort is endemisch in het Atlantisch Woud in de deelstaten Bahia, Minas Gerais, Espírito Santo en Rio de Janeiro. Het verspreidingsgebied binnen dit areaal is zeer gefragmenteerd. Het leefgebied bestaat uit dicht, ongerept, vochtig bos tot op 1000 m boven zeeniveau, waarbij de vogels een voorkeur hebben voor bosranden die rijk zijn aan klimop-achtige begroeiing.

## Status
De gestreepte canastero heeft een beperkt verspreidingsgebied en daardoor is de kans op uitsterven aanwezig. De grootte van de populatie werd in 2016 door BirdLife International geschat op 1500 tot 7000 individuen en de populatie-aantallen nemen af door habitatverlies. Het leefgebied wordt aangetast door ontbossing waarbij natuurlijk bos wordt omgezet in gebied voor agrarisch gebruik en verstedelijking. Om deze redenen staat deze soort als kwetsbaar op de Rode Lijst van de IUCN.